# Ловро Шперац
Ловро Шперац – Ренко (1906 – 1941), инжењер агрономије, учесник Народноослободилачке борбе и народни херој Југославије.

## Биографија
Рођен је 1. јула 1906. године у Омишу код Сплита. У Омишу је завршио основну школу, а гимназију похађао у Сплиту, Сарајеву и Београду. Због очеве смрти и материјалних тешкоћа у бројној породици, даље школовање финансирао је часовима инструкција ђацима и обављао разне физичке послове. Не могавши да си обезбеди живот у Београду, преселио се у село Довлиће код Сарајева, где се запослио као учитељ. Тамо је радио две године.
Пошто је брат Иво пристао да га новчано помогне, Ловро је уписао агрономију на Универзитету у Загребу. У време студија, постао је члан Комунистичке партије Југославије. Исте године га је ухапсила полиција, али је после двадесет дана био пуштен. Почетком септембра 1931, полиција га је поновно ухапсила, али је због недостатка доказа био ослобођен 15. априла 1932. године. Крајем године, био је с групом другова, по задатку КПЈ, у Паризу због набавке материјала за партијску штампарију. После повратка, наставио је студије у Београду и укључио се у рад београдске организације КПЈ.
После дипломирања, као инжењер агрономије, радио је у Шумадији на изради катастра. Тада је, међу осталим, помагао у раду организација КПЈ по селима око Крагујевца. Због те је активности био ухапшен 21. новембра 1935. године, и од Суда за заштиту државе осуђен на годину дана робије, коју је служио у Сремској Митровици и Марибору.
После изласка са робије 1937. године, вратио се у Омиш и постао члан Месног комитета КПЈ. Тада је допринео примању нових чланова у КПЈ, учвршћењу организације КПЈ у Омишу, те ширењу њеног утицаја у граду и околини. Организовао је штрајкове у Индустрији цемента у Омишу и индустрији карбита у Дугом Рату. Покушао је да се с групом добровољаца пребаци у ратом захваћену Шпанију, али није успео. Током фракцијских борби унутар тадашњег руководства КПЈ за Даламцију, Шперац се приклонио линији новог руководства КПЈ на челу с Јосипом Брозом и учествовао у чишћењу далматинске организације КПЈ од фракционаша и њеној бољшевизацији.
Његова библиотека била је окупљалиште левичара, а активно је деловао и на острвима Брач и Хвар, градовима Макарској, Имотском и у селима на Мосору. На једном партијском задатку, био је ухапшен у Задварју 1938. године, и кажњен. Касније је био организатор демонстрација, због чега је ухапшен 27. децембра 1939. године и одведен у затвор у Лепоглаву. Био је пуштен 27. јула 1940. године. Полиција га је поновно ухапсила септембра 1940. године, али су га другови ослободили из аутобуса који је требало да га одведе у Сплит. Крајем истог месеца, поновно је био ухапшен и затворен у Лепоглаву.
После капитулације Југославије априла 1941. године, припадници „Мачекове заштите“ предали су га усташама. Они су га 8. јула извели из Лепоглаве и стрељали код Вараждина.
Указом председника Федеративне Народне Републике Југославије Јосипа Броза Тита, 24. јула 1953. године, проглашен је за народног хероја.